# 海 (1913年の歌曲)
「海」（うみ）は、日本の童謡。文部省唱歌。作詞・作曲は不詳。

## 概要
1913年（大正2年）に発行された『尋常小学唱歌 第五学年用』にて発表された。昼夜の海の情景を歌った曲で、対句を効果的に使用している。なお、同じ文部省唱歌でも1941年（昭和16年）に発表された「海は広いな 大きいな」の歌い出しで始まる童謡「海」とは同名異曲である。
第二次世界大戦後も小学校の音楽の教科書に掲載され続けていたが、1992年（平成4年）をもって掲載を終了した。文化庁と日本PTA全国協議会による「日本の歌百選」（2006年）には選ばれなかったが、亀田製菓が設立40周年記念文化事業として選んだ「日本の歌百選」（2000年）には選出された。

## 評価
芥川也寸志は「メロディーは、旋律学の上からみて、まことに完璧」と高く評価した。
中村幸弘は「実に長閑な風情」、「落ち着いた雰囲気の、心豊かな生活が見えて」くると評価する一方、「いささか、難をいえば、その風雅さを仕立てすぎていまいか」とした。また、1番の歌詞から九十九里浜を連想したものの、この歌に特定のモデルはなく、「“海”のために必要な和語を集めて、みごとに構成したもの」とまとめた。

## 歌詞
一、
松原遠く消ゆるところ、
白帆の影は浮かぶ。
干網浜に高くして、
かもめは低く波に飛ぶ。
見よ、昼の海。
見よ、昼の海。
二、
島山闇に著（しる）きあたり、
漁火、光淡し。
寄る波岸に緩くして、
浦風輕く沙吹く、
見よ、夜の海。
見よ、夜の海。

## 楽譜
ヘ長調、4分の3拍子でテンポは=84。